# Engelram I van Coucy
Engelram I (Frans: Enguerrand) (1042-1116), zoon van "Drogo van Boves", werd heer van Coucy op het einde van de elfde eeuw. Hij voegde er de domeinen van Marle en La Fère toe, door zijn huwelijk met Adela van Marle (rond 1069).
Engelram I wordt door abt Guibert de Nogent “bezeten van vrouwen” genoemd. Gescheiden van zijn eerste echtgenote, Adela van Marle, wegens overspel harerzijds, slaagde Engelram erin om Sibylle van Château-Porcien, echtgenote van de afwezige graaf Godfried van Namen, te schaken en ze, met behulp van zijn neef, de bisschop van Laon, ook te huwen. Dat de dame, zo vermeldt Guibert, “losbandig” en bovendien zwanger van weer een andere edelman was, deed er niet toe.

Het met eekhoornbont beklede wapenschild van Enguerrand I van Coucy vertoont "zes banden vair van eekhoorn en keel"

Engelram nam deel aan de Eerste Kruistocht onder Pieter de Kluizenaar en maakte naam als ridder in een schermutseling met de moslims. Met vijf andere ridders was hij, bewapend, maar niet in een maliënkolder gekleed, uitgereden. De zes ridders waren niet aan hun schilden of mantels herkenbaar en toen zij een groep islamitische strijders in het oog kregen, improviseerde Engelram een herkenningsteken door zijn rode, met eekhoornbont afgezette mantel, uit te trekken en in zes stukken te scheuren. De moslims werden verslagen en de trotse Engelram verving zijn oude wapen door “zes banden vair van eekhoorn en keel”.
Overigens moet worden opgemerkt dat deze heraldische legende, want een bevestiging van dit verhaal is niet te vinden, ook over Engelrams zoon Thomas wordt verteld.